# Raszyn 1809
Raszyn 1809 – komputerowa gra strategiczna na platformę Atari XL/XE stworzona przez Macieja Slifirczyka i wydana w 1992 roku przez Mirage Software. Jedna z pierwszych polskich gier strategicznych.
Gra pozwala objąć dowodzenie w bitwie pod Raszynem z 1809 roku. Zawierała cztery scenariusze (jeden historyczny, dwa fikcyjne, różniące się układem sił plus układ losowy), umożliwiając grę jedno- lub dwuosobową.
Grając stroną polską, cel osiąga się przez utrzymanie pozycji przynajmniej do godziny 21:00. Wybierając stronę austriacką, należy wkroczyć do Raszyna siłami przynajmniej jednego oddziału. Jednostki dostępne w grze to piechota i artyleria (niesamodzielna i funkcjonująca w ramach innych formacji). Jednostki mogą być w stanie gotowości, obrony, lub ataku, a charakteryzowane są siłą i morale. Rozgrywka ma charakter turowy.